# Слепое разделение сигнала
Слепое разделение сигналов (слепое разделение источников, англ. BSS, blind source separation) — задача цифровой обработки сигналов по оцениванию матрицы, обратной матрице смешения наблюдаемой системы по независимым реализациям вектора наблюдений. Для решения этой задачи обычно используется анализ независимых компонентов.
Задача является недоопределённой, так как для её решения необходимо восстановить как структуру смешения, так и исходные сигналы.

## Математическая модель
Модель наблюдений можно представить в виде стохастического уравнения:
{\displaystyle {\textbf {x}}_{n}={\textbf {A}}{\textbf {u}}_{n}},
где {\displaystyle {\textbf {u}}_{n}} — вектор источника размерности {\displaystyle m} в дискретный момент времени {\displaystyle n}, {\displaystyle {\textbf {A}}} — невырожденная матрица смешения {\displaystyle m\times m}, {\displaystyle {\textbf {x}}_{n}} — вектор наблюдений в момент времени {\displaystyle n}. Как {\displaystyle {\textbf {A}}}, так и {\displaystyle {\textbf {u}}_{n}} неизвестны, однако предполагается, что компоненты {\displaystyle {\textbf {u}}_{n}} — независимые случайные величины.
Задача слепого разделения сигналов для данного вектора {\displaystyle {\textbf {x}}_{n}} решается нахождением (невырожденной) разделяющей матрицы {\displaystyle {\textbf {W}}}, такой что:
{\displaystyle {\textbf {y}}={\textbf {W}}{\textbf {x}}},
где {\displaystyle {\textbf {y}}} — выходной вектор. Исходный вектор {\displaystyle {\textbf {u}}} можно получить с точностью до коэффициентов масштабирования и перестановок в виде:
{\displaystyle {\textbf {y}}={\textbf {D}}{\textbf {P}}{\textbf {u}}},
где {\displaystyle {\textbf {D}}} — невырожденная диагональная матрица, {\displaystyle {\textbf {P}}} — матрица перестановки.
Задача решается по принципу анализа независимых компонент и требует статистической независимости компонент {\displaystyle {\textbf {y}}}.

## Области применения
- Разделение речи (например при телеконференции)[1];
- Обработка антенной решётки;
- Мультисенсорные биомедицинские записи[2];
- Анализ данных финансового рынка;

В реальных приложениях задача усложняется наличием шумов измерений, задержек распространения сигналов.